# Reis de Dinamarca

Escut d'armes de Dinamarca

Aquesta és la llista dels monarques danesos incloent-hi els sobirans de la Unió de Kalmar.
- Regne de Dinamarca (fins al 1396)
  - Unió dinàstica de Dinamarca i Noruega (1380-1396)
  - Unió de Kalmar (1397-1536)
    - Monarques danesos que reclamaven (sovint amb èxit) el tron suec (1397-1523)
    - Monarques danesos que reclamaven (sovint amb èxit) el tron noruec (1397-1536)
- Regne de Dinamarca i Noruega (1536-1814)
- Regne de Dinamarca (1814-actualitat)
  - Islàndia integrada en el Regne de Dinamarca (des de la unió entre Dinamarca i Noruega) en 1387. Independent amb el monarca danès com a cap d'Estat 1918-1944. República des de 1944.
  - Groenlàndia integrada en el Regne de Dinamarca (des de la unió entre Dinamarca i Noruega) en 1387. (Sobirania efectiva de Dinamarca des de 1721)
  - Illes Fèroe integrades en el Regne de Dinamarca (des de la unió entre Dinamarca i Noruega en 1387)

La Dinastia Oldenburg se cenyí la corona danesa entre el 1448 i el 1863, quan passà a una de les branques laterals, Schleswig-Holstein-Sonderburg-Glücksburg. El Regne de Dinamarca estigué unit dinàsticament amb els ducats de Slesvig i de Holstein fins al 1864.
Els noms dels monarques en danès són entre parèntesis.

## Llista dels monarques danesos

### Reis vikings
Veure Llista dels reis dubtosos de Dinamarca.
- Godofreu I de Dinamarca
- Hemming
- Horik I
- Horik II
- Bagsecg

### Casa d'Olav
- Finals segle ix: Olof el Descarat
- Finals del segle ix, començament del Segle X: Gyrd i Gnupa
- Segle X: Sigtrygg Gnupasson

### Casa de Harthacnut
- 917?-948? : Harthacnut (Hardeknud)
- 948?-958? : Gorm el Vell (Gorm den Gamle)
- 958 ó 959-986? : Harald I (Harald Blåtand)
- 986?-1014: Sweyn I Forkbeard, "Barbaforcada" (Svend Tveskæg)
- 1014-1018: Harald II (Harald II Svendsen)
- 1018-1035: Canut II, "el Gran" (Knud II den Store)
- 1035-1042: Canut III, "Hardecanut" (Knud III Hardeknud)
- 1042-1047: Magnus I (Magnus den Gode)

### Casa de Sweyn Estridson
És un dels braços laterals de la dinastia sueca de la Casa de Munsö, Svend II estava vinculat amb la Monarquia danesa a través de la seva mare, una filla de Sved I.
- 1047-1076: Svend II (Svend II Estridsen)
- 1076-1080: Harald III (Harald III Hen)
- 1080-1086: Canut el Sant (Knud IV den Hellige)
- 1086-1095: Olav I (Oluf I Hunger)
- 1095-1103: Eric I (Erik I Ejegod)
- 1104-1134: Nicolau (Niels)
- 1134-1137: Erik II (Erik II Emune)
- 1137-1146: Erik III (Erik III Lam)
- 1140-1143: Olav II (Oluf II)
- 1146-1157: Svend III (Svend III Grathe), Canut V (Knud V) i Valdemar el Gran (Valdemar I den Store)
- 1157-1182: Valdemar I, el Gran (Valdemar I den Store)
- 1182-1202: Canut VI (Knud VI)
- 1202-1241: Valdemar II, el Victoriós (Valdemar II Sejr)
- 1241-1250: Erik IV (Erik IV Plovpenning)
- 1250-1252: Abel (Abel)
- 1252-1259: Cristòfor I (Christoffer I)
- 1259-1286: Erik V (Erik V Glipping)
- 1286-1320: Erik VI (Erik VI Menved)
- 1320-1326: Cristòfor II (Christoffer II)
- 1326-1329: Valdemar III (Valdemar III)
- 1329-1332: Cristòfor II (Christoffer II)
- 1332-1340: (Interregne)
- 1340-1376: Valdemar Atterdag (Valdemar IV Atterdag)
- 1376-1387: Olav III (Oluf III)
- 1387-1412: Margarida I (Margrete I)
- 1412-1439: Erik VII (Erik VII af Pommern)
- 1440-1448: Cristòfor III (Christoffer III af Bayern)

### Casa d'Oldenburg
- 1448-1481: Cristià I (Christian I)
- 1481-1513: Joan I (Hans)
- 1513-1523: Cristià II (Christian II)
- 1523-1533: Frederic I (Frederik I)
- 1534-1559: Cristià III (Christian III)
- 1559-1588: Frederic II (Frederik II)
- 1588-1648: Cristià IV (Christian IV)
- 1648-1670: Frederic III (Frederik III)
- 1670-1699: Cristià V (Christian V)
- 1699-1730: Frederic IV (Frederik IV)
- 1730-1746: Cristià VI (Christian VI)
- 1746-1766: Frederic V (Frederik V)
- 1766-1808: Cristià VII (Christian VII)
- 1808-1839: Frederic VI (Frederik VI)
- 1839-1848: Cristià VIII (Christian VIII)
- 1848-1863: Frederic VII (Frederik VII)

### Casa deSchleswig-Holstein-Sonderburg-Glücksburg
- 1863-1906: Cristià IX (Christian IX)
- 1906-1912: Frederic VIII (Frederik VIII)
- 1912-1947: Cristià X (Christian X)
- 1947-1972: Frederic IX (Frederik IX)
- 1972-2024: Margarida II (Margrete II)
- A partir del 2024: Frederic X (Frederik X)